# Олдрих Неједли
Олдрих Неједли (чеш. Oldřich Nejedlý; Жебрак, 26. децембар 1909 − Раковњик, 11. јун 1990) био је чешки фудбалер, који је целу каријеру провео у Спарти у Прагу као нападач. Сматра се једним од највећих играча Чехословачке. Био је најбољи стрелац Светског купа 1934. године.

## Клупска каријера
Неједли је у целој каријери играо за Спарту Праг. На 187 утакмица постигао је 162 лигашка гола, освојивши четири првенства Чехословачке у првој лиги 1932, 1936, 1938 и 1939, додајући Митропа куп 1935. Такође је постигао 18 голова у 38 утакмица за СК Раковњик (1943, 1944 и 1946), што му је дало укупно 180 лигашких голова на 225 утакмица.

## Репрезентација
За Чехословачку, Неједли је постигао 29 голова у 44 утакмице. На Светском купу 1934. године награђен је бронзаном лоптом, као трећи најистакнутији играч турнира и изабран је у Ол Стар Тим турнира. Он би наставио да игра више утакмица и постигне више голова за Чехословачку да није сломио ногу на Светском купу 1938. године, што је дефинитивно окончало међународну каријеру.
Учесник је два светска купа, 1934. у Италији и 1938. у Француској. Неједли је био најбољи стрелац на Светском купу 1934. са пет голова. Ово је званично признато од ФИФЕ од новембра 2006. године, јер му је у почетку приписана само четворица, што га чини заједничким најбољим стрелцем с Анђелом Скјавиом и Едмундом Коненом. Такође је постигао два гола на Светском купу 1938. године.
Неједли је умро 1990, са 80 година, док се играо ФИФА-ин светски куп 1990. године, турнир који се као издање из 1934. године одржао у Италији.

## Статистика каријере

### Међународна каријера
| Чехословачка репрезентација | Чехословачка репрезентација | Чехословачка репрезентација |
| Година                      | Наступи                     | Голови                      |
| --------------------------- | --------------------------- | --------------------------- |
| 1931                        | 1                           | 1                           |
| 1932                        | 6                           | 3                           |
| 1933                        | 5                           | 1                           |
| 1934                        | 9                           | 9                           |
| 1935                        | 4                           | 2                           |
| 1936                        | 4                           | 1                           |
| 1937                        | 6                           | 5                           |
| 1938                        | 8                           | 6                           |
| 1939                        | 1                           | 1                           |
| Укупно                      | 44                          | 29                          |